# 桃園車站舊倉庫
桃園車站舊倉庫是位於台灣桃園市桃園區的歷史建築，位於台鐵桃園車站旁，前身為日治時期的「桃園農舍肥料配合所」，戰後曾作為「臺灣省通運公司桃園倉」使用。目前登錄為桃園市文化資產，並由桃園捷運綠線GC01標施工廠商大陸工程代管維護。

## 桃園軌道願景館
目前桃園車站舊倉庫經1年多活化修復為「桃園軌道願景館」，館內分為歷史區、技術區、願景區、多媒體互動區以及二樓的交通圖書室，館外廣場還展示了一具「實體潛盾機」。2018年8月26日舉辦桃園軌道願景館啟用典禮，時任桃園市市長鄭文燦、交通部鐵道局局長胡湘麟等人到場主持儀式。

## 圖片集

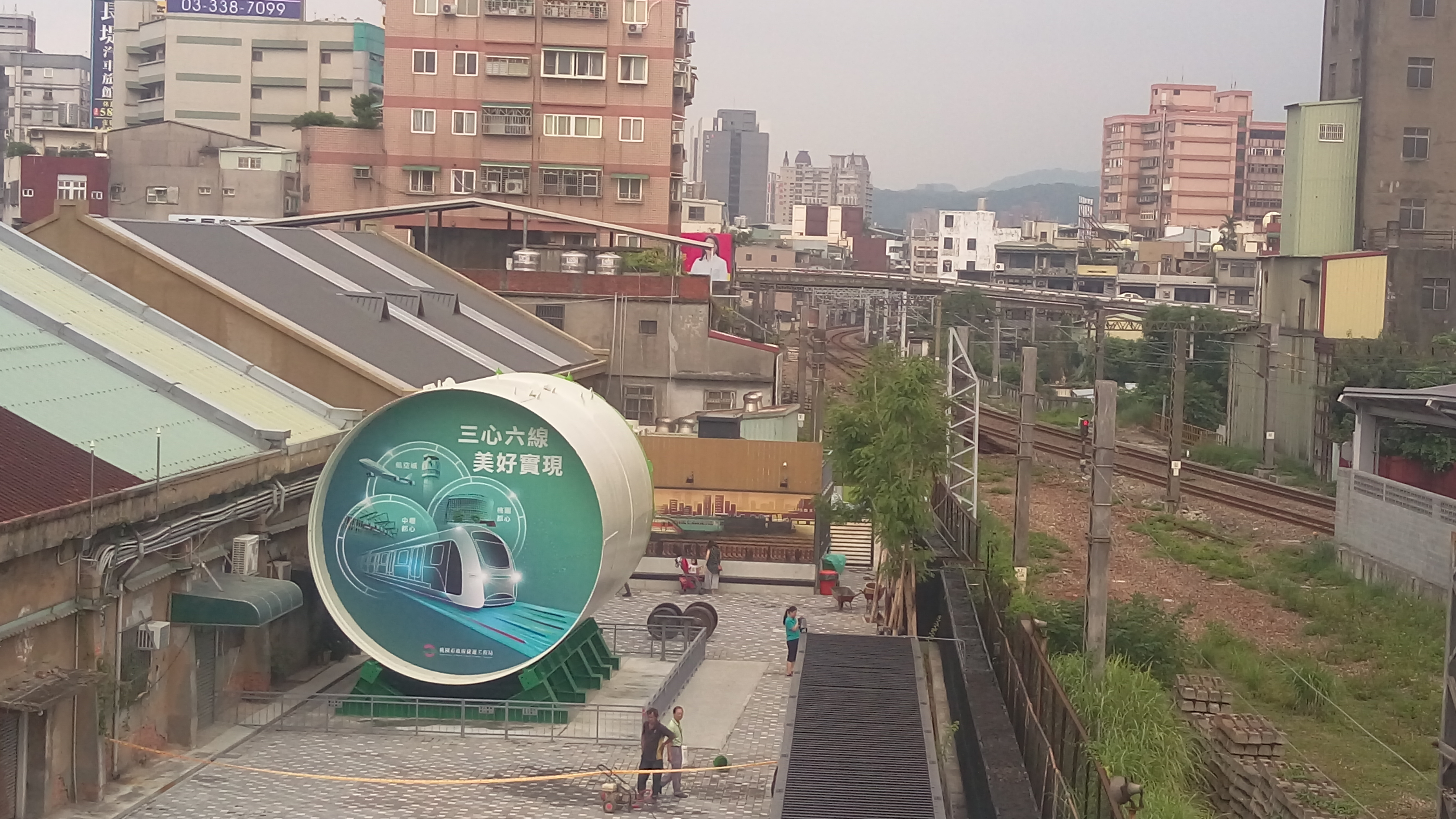
桃園軌道願景館潛盾機
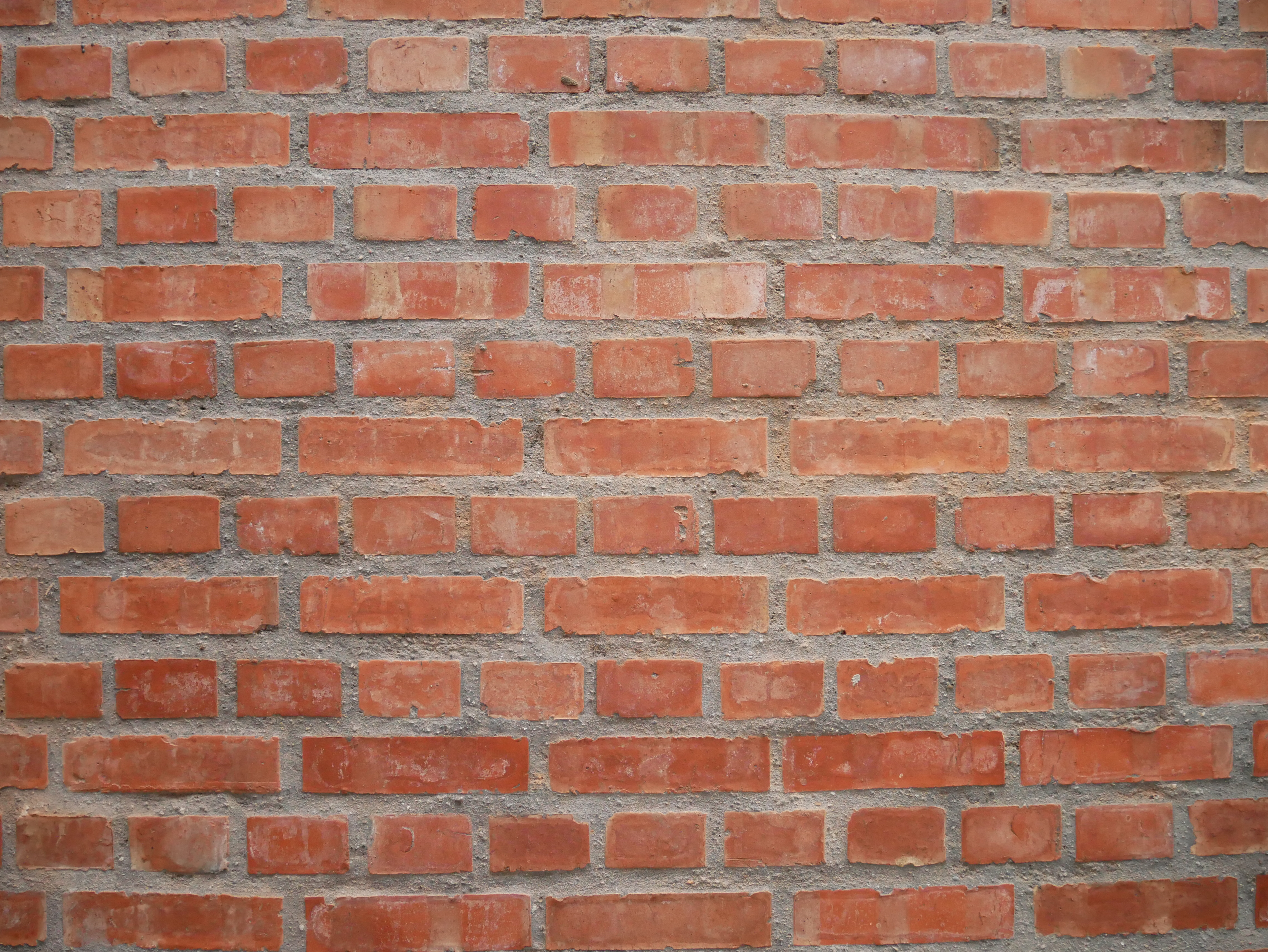
TR磚牆
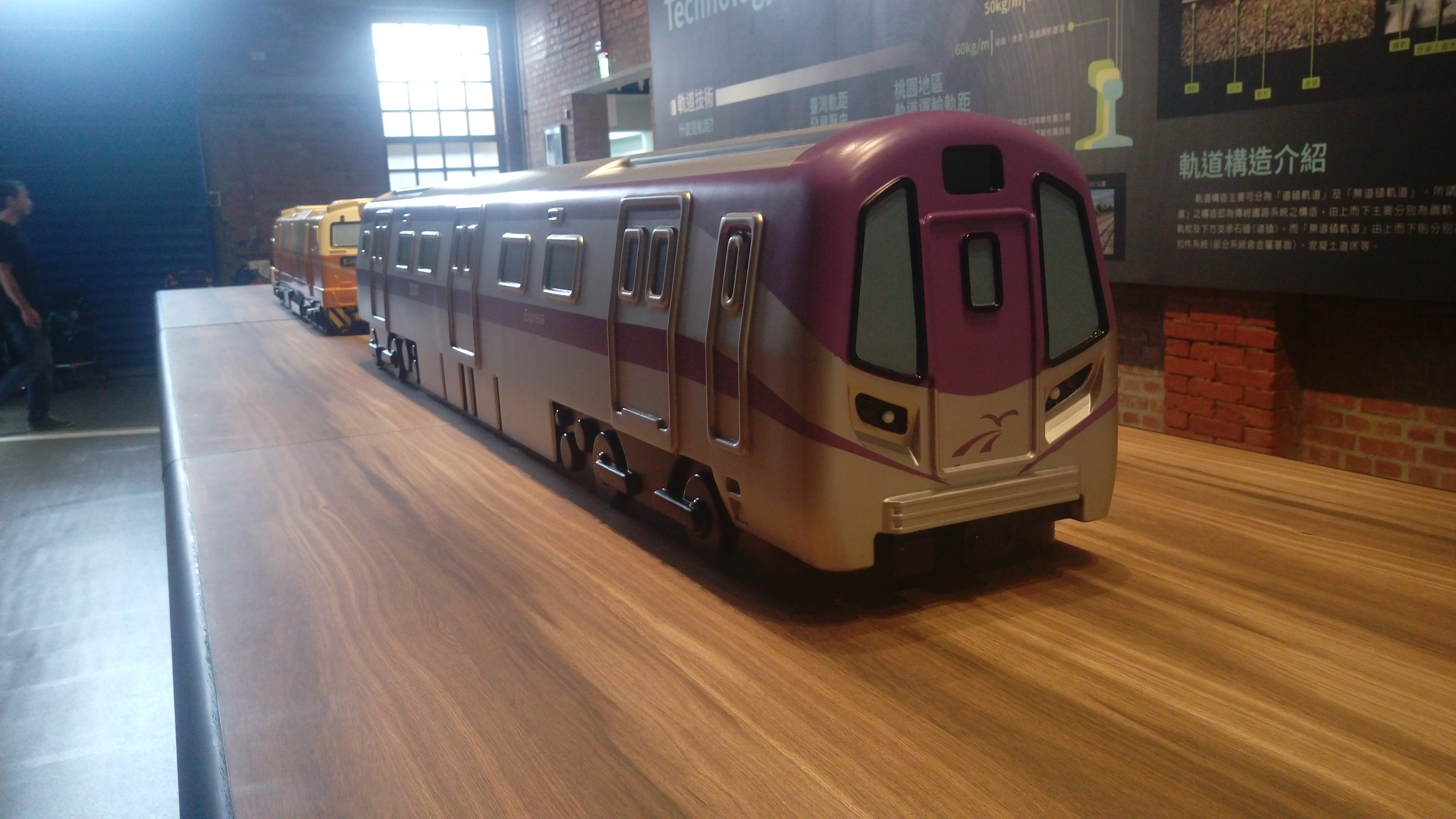
桃園軌道願景館桃園捷運直達車模型
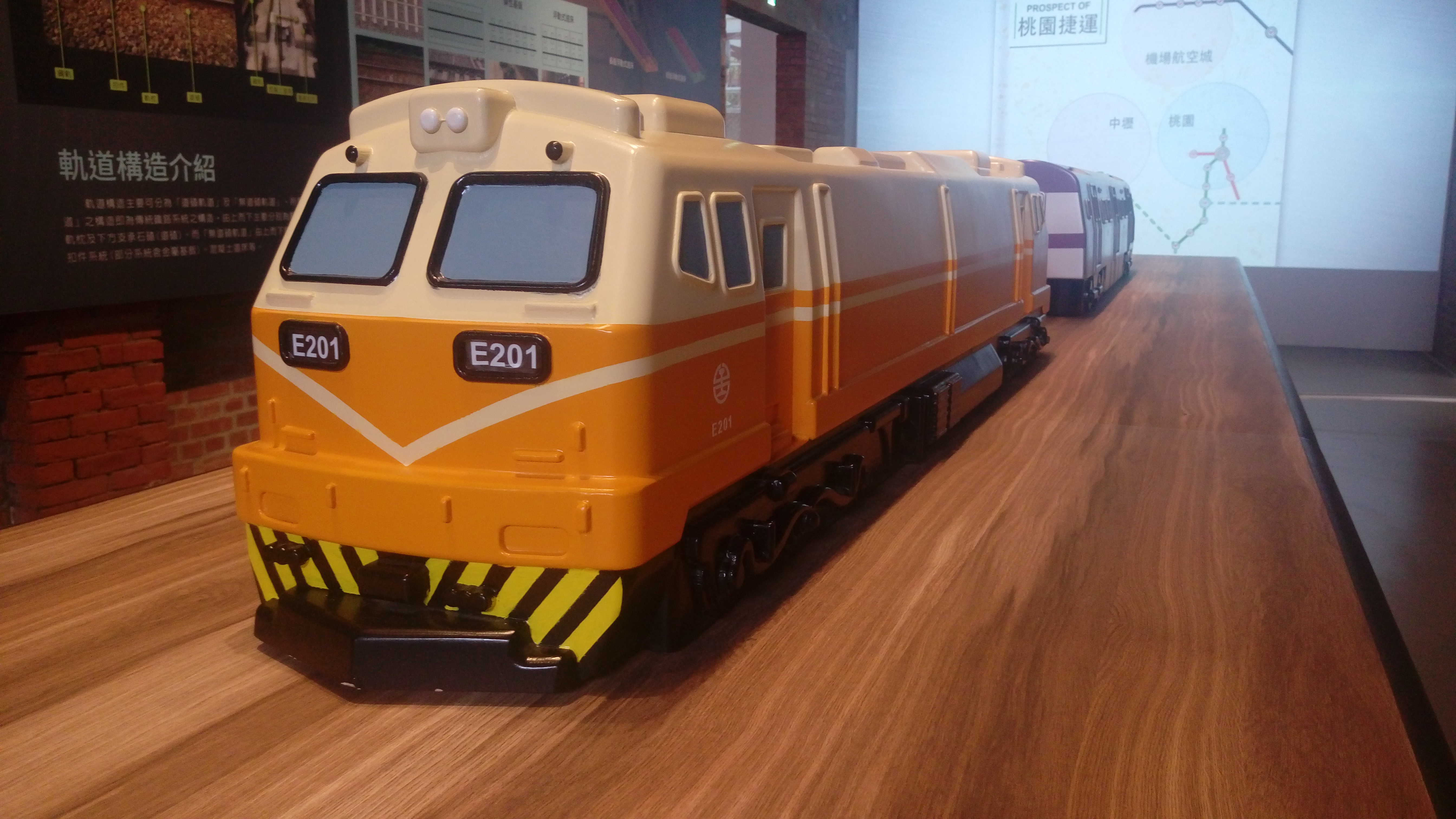
桃園軌道願景館台鐵E201模型
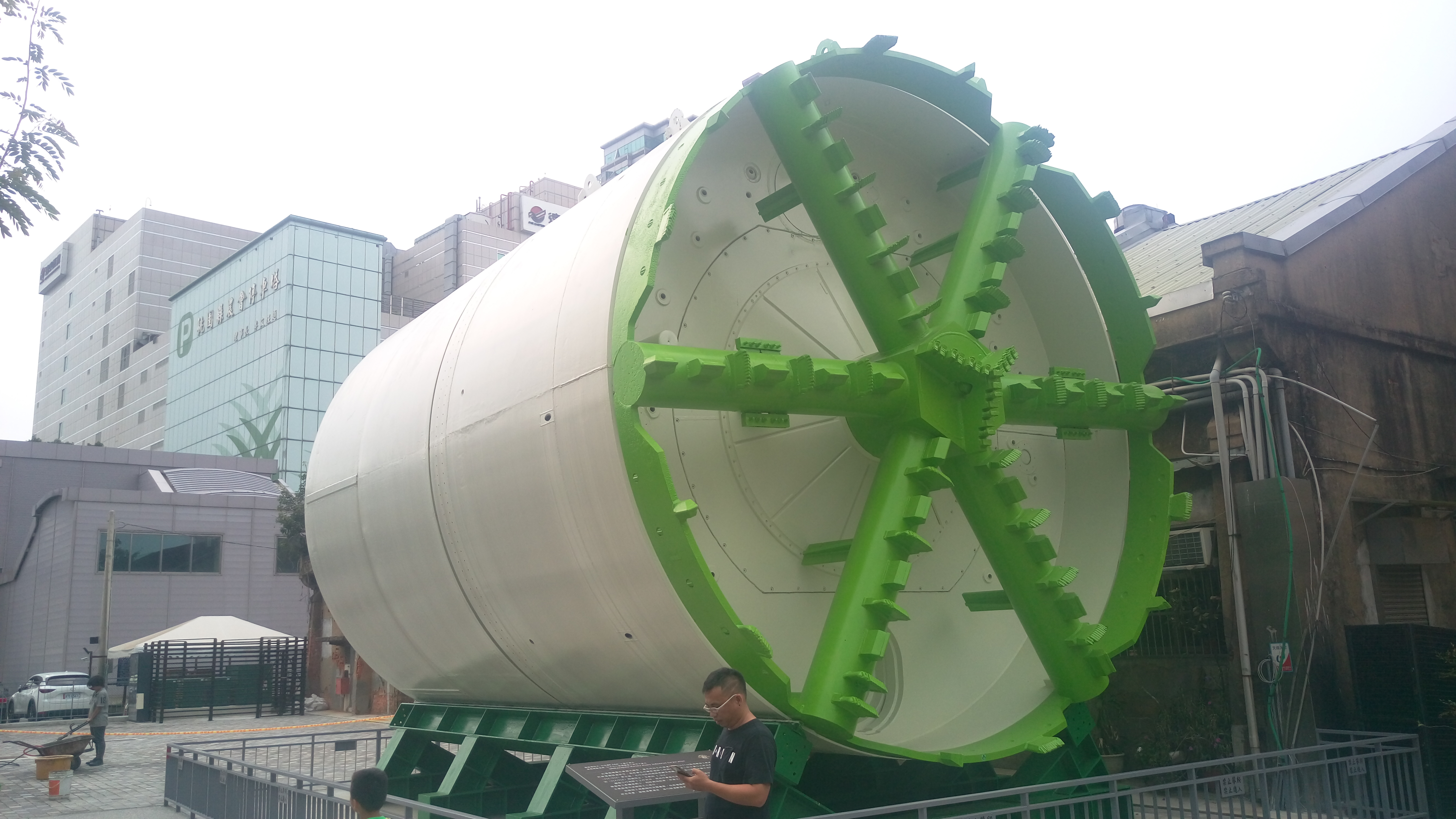
桃園軌道願景館潛盾機
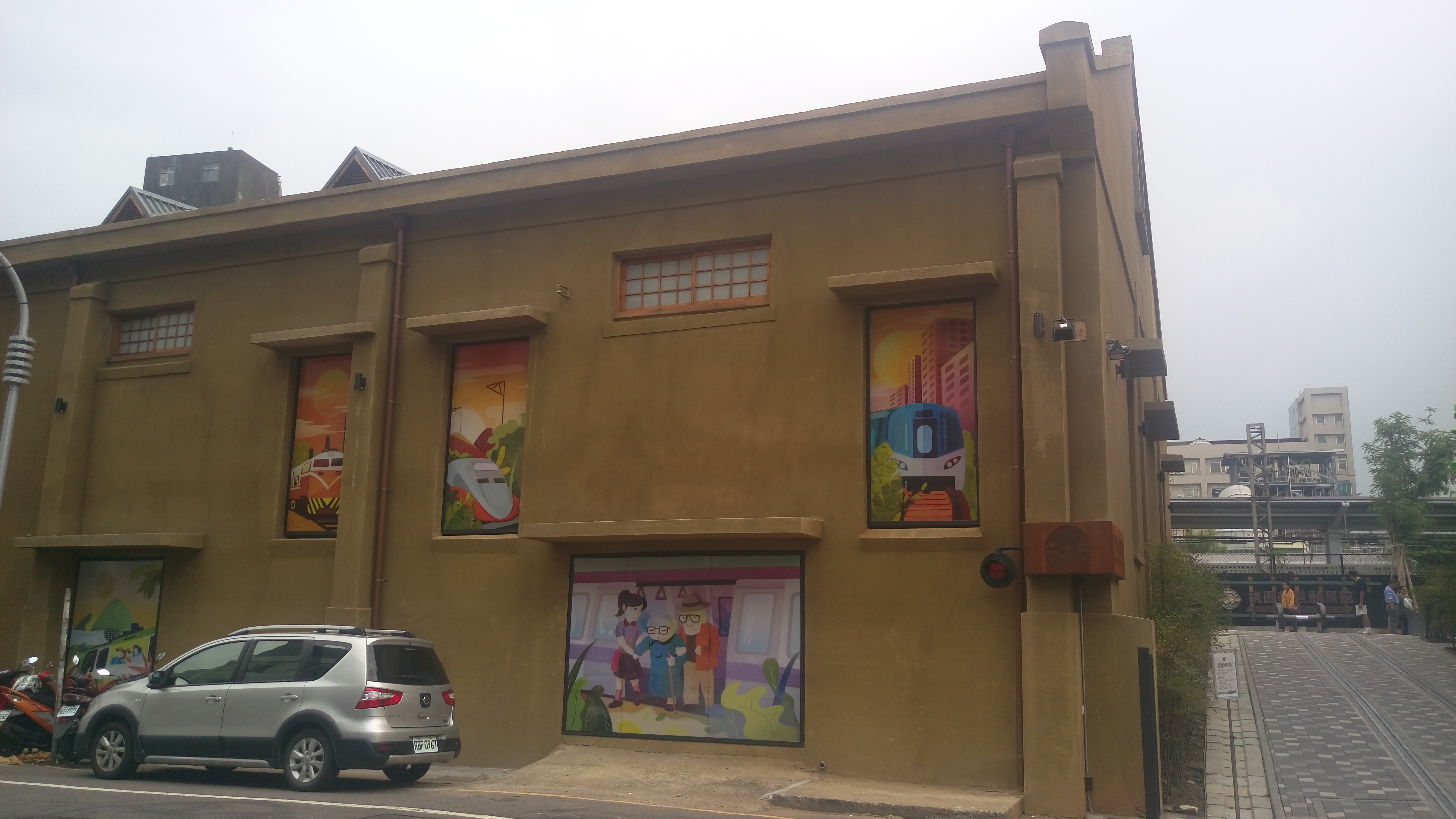
桃園軌道願景館外觀

## 外部連結
- 桃園軌道願景館Facebook專頁 （页面存档备份，存于）